# T. A. Wegberg
T. A. Wegberg (* in Krefeld) ist ein deutscher Schriftsteller, Übersetzer und freier Lektor.

## Leben
T. A. Wegberg verbrachte fünf Gymnasialschuljahre auf einem Schweizer Internat. Nach dem Abitur studierte er Germanistik und Anglistik an der Heinrich-Heine-Universität Düsseldorf sowie Literaturvermittlung und Medienpraxis an der Universität Essen. Seit 1994 arbeitet er als Übersetzer und freier Lektor für Agenturen und Verlage im gesamten deutschsprachigen Raum.
Seit seinem literarischen Debüt im Jahr 2009 wurde T. A. Wegberg mit zahlreichen Preisen ausgezeichnet, darunter dem Literaturförderpreis des Freien Deutschen Autorenverbands, dem Brandenburgischen Literaturpreis, dem Eselsohr-Buchpreis, dem Sonderpreis Lese-Hammer und dem Jugendbuchpreis Goldene Leslie.
T.A. Wegberg lebt in Berlin und unterrichtet bei verschiedenen Bildungsträgern literarisches Schreiben. Als Jurymitglied bei den unterschiedlichsten Literaturwettbewerben engagiert er sich für die Förderung und Veröffentlichung junger oder noch wenig bekannter Schreibender, denen er auch mit seinem Blog „Schreib, so laut du kannst“ eine Plattform bietet.

## Schaffen
Seine Romane und Kurzgeschichten beschäftigen sich mit psychologischen Grenz- und Krisensituationen und deren Bewältigung. Inhaltliche Schwerpunkte sind die Lebenswirklichkeit junger Erwachsener sowie queere Themen.

## Werke
- Herzbesetzer. dead soft, Mettingen 2010, 403 Seiten, ISBN 978-3-9344-4256-6
- Klassenziel. rororo, Hamburg 2012, 288 Seiten, ISBN 978-3-4992-1624-4
- Du weißt es nur noch nicht. dead soft, Mettingen 2014, 300 Seiten, ISBN 978-3-9447-3781-2
- Ich kannte kein Limit. (mit Sascha S.) Arena, Würzburg 2014, 160 Seiten, ISBN 978-3-4016-0002-4
- Grenzverletzungen. Schwarzkopf & Schwarzkopf, Berlin 2015, 288 Seiten, ISBN 978-3-8626-5500-7
- Hör bloß auf mit Liebe. tensual publishing, Mettingen 2016, 116 Seiten, ISBN 978-3-9464-0804-8
- Meine Mutter, sein Exmann und ich. Rowohlt, Hamburg 2017, 256 Seiten, ISBN 978-3-4992-1759-3